# Éric le Saint
Erik Jedvardsson, plus connu sous le nom d'Éric le Saint (en suédois : Erik den helige) puis, à partir du XVIe siècle, appelé rétrospectivement Éric IX, est roi de Suède de 1156 environ à sa mort, le 18 mai 1160 et le fondateur de la maison d'Erik. Peu de choses sont connues de son bref règne. Assassiné par le prince danois Magnus Henriksen (qui devient le roi de Suède Magnus II), Éric est considéré comme saint et martyr. Une légende se développe autour de lui à la fin du XIIe siècle sous le règne de son fils Knut Ier de Suède. Fêté le 18 mai, il est le saint patron de Stockholm (sa tête figure sur le blason de la ville) et l'un des saints patrons de la Suède.

## Origines
Selon certaines sources postérieures, Erik Jedvardsson serait le cousin de Sverker Ier de Suède, le fils d'un noble Jedvard (Edward)  et de Cécilia, une fille de Blot-Sven, ce qui paraît peu probable. Erik ou Éric est un noble originaire du Västmanland et ses droits au trône semblent plus vraisemblablement provenir de son mariage avec Christine († 1170), fille unique du prince danois Björn Jernsida et de Catherine Ingesdotter, fille du roi Inge l'Ancien.

## Règne
Erik Jedvardsson, proclamé roi en Uppland par les « Svear», reste très mal connu. L'historien danois Saxo Grammaticus, la meilleure source pour cette époque, l'ignore sans doute parce qu'il le considère comme un usurpateur. La première mention contemporaine qui en est faite, repose sur une charte de son fils le roi Knut Eriksson.
Éric doit cependant rapidement faire face à l'opposition du fils de Sverker Ier de Suède ; Karl, qui a été proclamé roi par l'ensemble du Götaland dès 1155/1158. Il est de plus attaqué par le prétendant danois Magnus Henriksson. Surpris à Uppsala par ce dernier alors qu'il assistait à la messe le jour de l'Ascension, il est tué le 18 mai 1160. Considéré comme martyr, il devient ainsi le saint patron de la Suède : Erik den Helige.
Le défunt roi, fort pieux, avait également favorisé le christianisme dans son pays et amélioré le sort des femmes[réf. nécessaire]. Il est le fondateur de la maison d'Erik, qui alterne avec la maison de Sverker sur le trône de Suède jusqu'au milieu du XIIIe siècle.

## Croisade en Finlande?
Son règne est marqué par la première tentative peut-être légendaire de conversion des Finlandais païens. Selon la Vita Santi Erici rédigée par l'évêque de Västerås  Israel Erlandsson au XIVe siècle, il aurait organisé une croisade en Finlande au cours de laquelle l'évêque Henri d'Uppsala aurait trouvé la mort tué d'un coup de hache par un nouveau converti. Il semble cependant qu'Éric ait bien fait campagne en Finlande. Le pape Alexandre III († 1181) écrit en effet à un évêque-comte suédois  pour lui indiquer qu'il est excédé qu'on lui rapporte que les Finnois promettaient toujours de se convertir à foi chrétienne quand ils étaient menacés... mais qu'ils abjuraient aussitôt que l'armée se retirait. L'un de ses successeurs, Innocent III, dans une lettre au petit-fils d'Éric le roi Éric X de Suède, évoque de plus « la terre que vos ancêtres de fameuse mémoire ont arrachée des mains des païens » 

## Culte

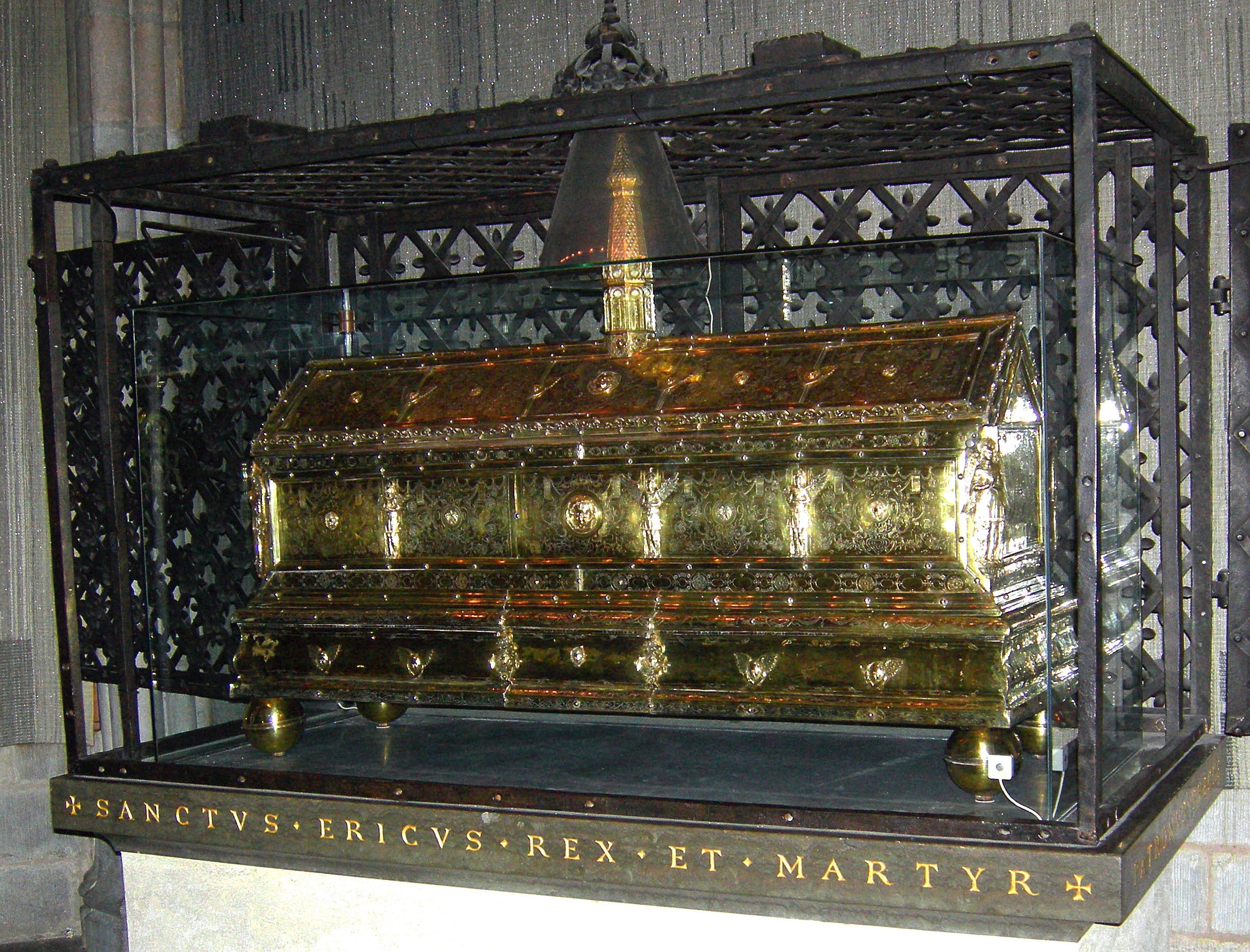
Châsse de saint Éric à la cathédrale d'Uppsala.

Une missive rédigée par le pape Alexandre III au roi de Suède lui interdit de rendre un culte à un saint suédois assassiné en état d'ébriété. Des érudits associent Éric IX à cet interdit, cependant ces allégations ont été réfutées, des analyses historiques et historiographiques démontrent qu'il ne peut pas s'agir d'Éric IX. 
La confusion est peut-être due au fait que concomitamment au courrier envoyé au roi de Suède, le pape Alexandre III publie dans la décrétale du 6 juillet 1170 qu'il se réserve le droit de canoniser en référence au culte populaire d'un saint mort en ébriété au cours d'une rixe. Mais à cette époque, le pape tente de renforcer son pouvoir législatif dans le contexte du jus novum, il publie 2500 décrétales au cours de son règne.

## Postérité
De l'union d'Éric avec Christine († 1170), fille unique du prince danois Björn Jernsida, naquirent :
- Knut, roi de Suède ;
- Marguerite († 1209) épouse du roi Sverre de Norvège
- Catherine, épouse de Nikolas Simonsson Blaka.
- Philippe, père de Holmger Filipsson, père présumé du roi Knut Långe.

## Sources
- Ingvar Andersson, Histoire de la Suède… des origines à nos jours, Éditions Horvath, Roanne, 1973
- Eric Christiansen, Les Croisades nordiques 1100~1525, Alerion, 1996  (ISBN 2910963047)
- (en) Philip Line, Kingship and state formation in Sweden, 1130-1290, Library of Congres, 2007  (ISBN 9789004155787)
- Lucien Musset, Les Peuples scandinaves au Moyen Âge, Paris, Presses universitaires de France, 1951, 342 p., in-8o (OCLC 3005644)
- Ragnar Svanström et Carl Fredrik Palmstierna (trad. Lucien Maury), Histoire de la Suède, Paris, Stock, 1944, 384 p. (OCLC 5973713)
- (sv) article de Sture Bolin  dans Svenskt biografiskt lexikon: Erik den helige
- (sv) article de Bengt Hildebrand dans Svenskt biografiskt lexikon: Erikska ätten